# Christian Svensson
Christian Svensson, född 1969, är en svensk musikproducent och låtskrivare som arbetat med många internationella artister och skivbolag. Han är uppväxt i Malmö men flyttade till Stockholm 1991. Han har som producent och låtskrivare använt sig av olika pseudonymer, bland andra Lé Cream, CC.Chris, CoolCat Chris (CoolCatChris), Svensson och CC.Svensson.

## Karriär
Svensson blev upptäckt av musikproducenten Anders Bagge 1989 då han tillsammans med sångaren Peter Majanen var med i bandet Heart&Soul. År 1992 hade han flyttat till Stockholm och jobbade i studion hos det nystartade skivbolaget Stockholm Records vilket grundades av Ola Håkansson. Första jobbet hos Stockholm Records var låten Bang Bang med artisten Anki Bagger. Samma år skrev han ett förlagsavtal som låtskrivare med Chrysalis Records och flyttade sin studio till en lokal i Peter Swartlings nystartade skivbolag Ricochet Records. Där gjorde Svensson tillsammans med låtskrivaren och artisten Meja den första demon med den då 14-åriga Robyn. Samtidigt var han medlem och producent i bandet Black Label. Våren 1994 producerade han (under sin pseudonym Lé Cream) "Move That Body" med bandet Look Twice.

### Norge och Hype
Hösten 1994 producerade Svensson tillsammans med Ole Evenrud, dåvarande A&R på Polygram, bandet Divas debutsingel. Inspelningen gjordes i musikstudion Studio Nova i byn Spydeberg 4 mil utanför Oslo. De planerade tre veckorna i Norge blev till tre år (1994–1997). Svensson bildade tillsammans med sin flickvän Linda Johansen bandet Hype som med singeln Hands Up hamnade på Norges 10-i-toppförsäljningslista. Under 1995 och 1996 turnerade bandet runt om i Norge och i Europa och uppträdde bland annat tillsammans med Snap! och Backstreet Boys på fotbollsstadion i Rotterdam. Svensson producerade under denna tid även andra norska artister. Artisteriet lades på hyllan och han flyttade tillbaka till Sverige för att istället arbeta på heltid som producent.

### Åter i Sverige
År 1998 återkom Svensson till Stockholm och skrev kontrakt med musikförlaget Warner Chappell. Han började att jobba som producent på Anders Bagges nystartade produktionsbolag Murlyn Music där han jobbade med artister som Mikaila (Def Jam USA), Ronan Keating (Polydor UK) och Hinda Hicks (Island UK).
År 2003 startade han sin egen studio i centrala Stockholm. Svensson skrev ett förlagsavtal med Bonnier Music Publishing. Han var under dessa år låtskrivare till artister från olika delar i världen, bland andra det japanska bandet Arashi. Han har under 2000-talet fått kontakter med amerikanska skivbolag och gör en del jobb för den amerikanska musikmarknaden, allt från reklammusik för amerikansk TV, till att producera bandet Play där Laila Bagge tillsammans med Mathew Knowles var manager.
Runt samma tid var han med och skrev musik till idolvinnaren Kelly Clarkson i USA, idolvinnaren Casey Donovan i Australien, idolvinnaren MIA i Litauen och producerade även låtar med svenska idolvinnarna Sebastian Karlsson och Markus Fagervall.
Christian Svensson gick från att arbeta för de stora majorbolagen till att producera en del rock för mindre indiebolag. Han började ha sidoprojekt inom housegenren och har även tagit sig in på reggaemarknaden.

## Diskografi
- The Mellow Bright Band (producent)
- Tarja Turunen (Nightwish) (producent/låtskrivare)
- Gompa (producent)
- Casey Donovan (Sony BMG/Australia) "How could I fall (for that)" Idol 2006 (Sony/BMG)
- diAmante (Stonerock Records SWE/US)
- Arashi (J Storm/JAPAN) "Walking in the rain"
- Janet Leon (Build-A-Bear US) "Magic Avenue"
- Janet Leon (Nickelodeon US) "Evergirl commercial 2005"
- PLAY (Sanctuary Records US)
- Ronan Keating (Universal Music UK) "Even if I'm gone"
- Hinda Hicks (Island Records UK) "Love come down"
- Northern_Line_(band)|Northern Line (Global Talent Music UK) "Oh la la (the right thing)"
- Mikaila (Def Jam US) "Dont even wanna think about it"
- PLAY (Columbia Records US) "Hopelessly Devoted"
- NEWS (Johnny's/JAPAN) "All of me for you"
- Look Twice] (MNW Records)
- Robyn (Ricochet Records) "Sorry"
- MIA (Melodija/LITAUEN) "Yra kaip yra"
- Kanjani8 (Johnny's/JAPAN) "All of me for you"
- Auguste (Melodija/LITAUEN) "Lyg Niekur Nieko"
- Black Label (CNR Records)
- Adastra (CNR Records)
- Bertine Zetlitz (EMI Music)
- Hype (Scandinavian Records)
- Lace (Scandinavian Records)
- Diva (Polygram Records)
- Åge Alexandersen (Norske Gram)
- Det Gode Selskab (Warner Music)
- Anki Bagger (Stockholm Records)
- Are (Arcade Music)
- Creation (Arcade Music)
- Heart&Soul (Electra)
- White Circle (Warner Music)